# Mai 2002
Acest articol este generat integral pe baza informațiilor din articolul 2002 și este actualizat periodic de un robot.
 Editările făcute în articol vor fi șterse la următoarea actualizare! Dacă doriți să faceți modificări, editați articolul-sursă.

ianuarie -
februarie -
martie -
aprilie -
mai -
iunie -
iulie -
august -
septembrie -
octombrie -
noiembrie -
decembrie
Mai 2002 a fost a cincea lună a anului și a început într-o zi de miercuri.

## Evenimente

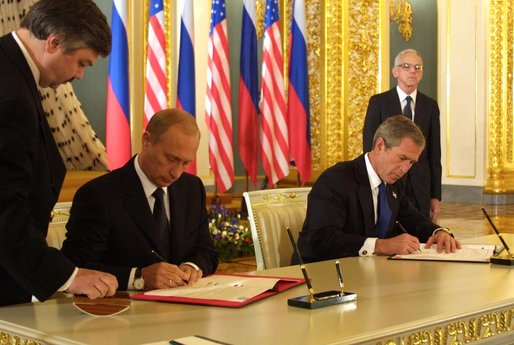
Bush și Putin semnează Tratatul de reducere a ofensivelor strategice

- 1 mai: La Salonul Internațional al Invențiilor și Produselor Noi de la Geneva, ediția a XXX-a, România a câștigat 67 de medalii (din care 15 de aur) și trei premii speciale, ceea ce a clasat-o pe primul loc între cele 44 de țări. Printre premianți sunt profesorii Universității Bioterra din București – medalie de aur pentru vodca ecologică și de argint pentru sucul fără conservanți Carotina.

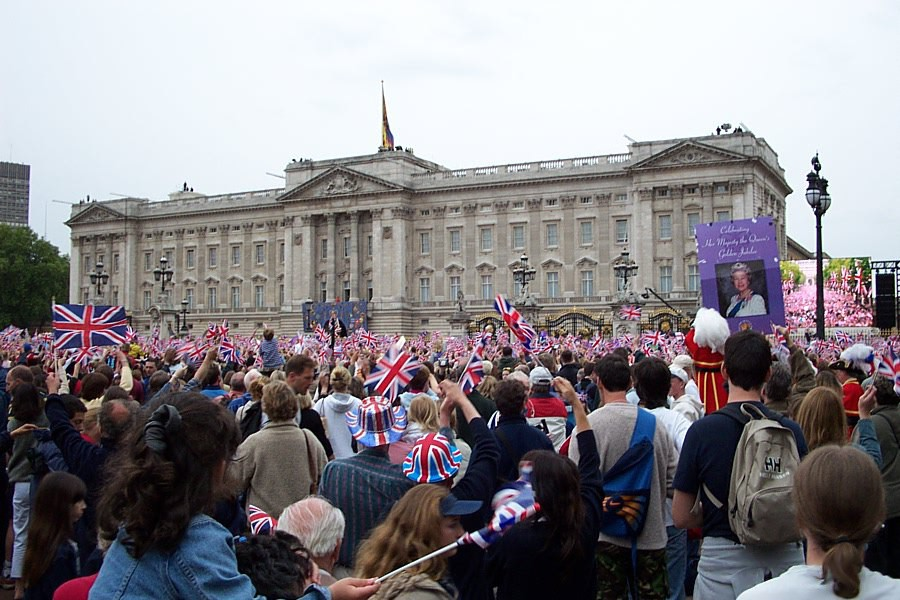
Palatul Buckingham -jubileul reginei

- 25 mai: Al 47-lea concurs muzical Eurovision a avut loc în Tallinn, Estonia.

## Nașteri
- 9 mai: Cree Cicchino, actriță americană
- 10 mai: Bianca Mihaela Lixandru, cântăreață română
- 13 mai: Zoe Wees, cântăreață germană

## Decese
- 2 mai: Constanța Crăciun, 88 ani, comunistă română (n. 1914)
- 3 mai: Barbara Anne Castle, 91 ani, politiciană britanică (n. 1910)
- 5 mai: Clarence Seignoret, 83 ani, al treilea președinte al Dominicăi (1983-1993), (n. 1919)
- 6 mai: Pim Fortuyn, 54 ani, politician neerlandez (n. 1948)
- 6 mai: Ion Manole, 81 ani, lăutar român (n. 1920)
- 7 mai: Masakatsu Miyamoto, 63 ani, fotbalist japonez (n. 1938)
- 11 mai: Joseph Bonanno, 97 ani, liderul familiei Bonnano (1931-1968), (n. 1905)
- 13 mai: Valeri Lobanovski, 63 ani, fotbalist (atacant) și antrenor ucrainean (n. 1939)
- 14 mai: Florica Mitroi (n. Florica Doancă), 58 ani, poetă și ziaristă română (n. 1944)
- 17 mai: Elena Petrovici Radivoi, 94 ani, profesoară de limba română și culegătoare de folclor din Voivodina (n. 1908)
- 17 mai: Ladislau Kubala, 74 ani, fotbalist (atacant) și antrenor maghiar (n. 1927)
- 18 mai: The British Bulldog (n. David Smith), 39 ani, wrestler britanic (n. 1962)
- 20 mai: Stephen Jay Gould, 60 ani, paleontolog, biolog evoluționist și istoric al științei, american (n. 1941)
- 21 mai: Niki de Saint Phalle (n. Cathérine Marie-Agnès Fal de Saint Phalle), 65 ani, artistă plastică franceză (n. 1930)
- 22 mai: Ruth Williams Khama, 78 ani, soția președintelui Seretse Khama (Botswana), născută în Regatul Unit (n. 1923)
- 22 mai: Alexandru Todea, 89 ani, cardinal român (n. 1912)
- 23 mai: Pierre de Boisdeffre, 75 ani, istoric, diplomat și critic literar francez (n. 1926)
- 25 mai: Ștefan Augustin Doinaș (n. Ștefan Popa), 80 ani, poet, eseist, traducător român (n. 1922)
- 26 mai: Irinel Liciu (n. Silvia Lia Voicu), 74 ani, balerină română (n. 1928)